# 日向瑠菜
日向 瑠菜（ひなた るな、1994年12月21日 - ）は、岡山県出身、舞夢プロ所属のタレント。

## 人物
- 趣味：読書、バスケットボール、ONE PIECEとポケモングッズ集め。
- 特技：クラシックバレエ歴10年。
- JK21（2008年4月 - ）に在籍していた当時の所属事務所はBLUE ROSE。
- 2011年 - 2012年8月31日、「CANDY Girl's」という女の子5人（のち4人）のユニットで音楽活動をしていた。
代表曲は温泉女子のテーマ曲として使われた「Hush-Hush」作詞：LINDEN / 作曲：滝川メグ（CD未発売））
- 2017年3月、芸能界を引退する

## 出演作品

### テレビ
- エキサイティング!J（2013年 - 、KBS京都） - サンガレポーター
- 関西発!海釣り派（2014年6月 - 2017年3月、釣りビジョン） - 6代目ナビゲーター
- 海上釣堀DEポン（2014年8月11日・2015年5月2日・2016年8月8日、釣りビジョン）
- 遠くで釣りたい ～日帰り!金剛山ハイキング～（2014年10月27日、釣りビジョン） - ナビゲーター
- FV CLIMAX しろ～と5 2014（2014年12月28日初回放送、釣りビジョン）
- FV CLIMAX しろ～と5 2015（2015年12月29日初回放送、釣りビジョン）
- 釣りはじめます! #6埼玉編・#9大阪編・#14栃木編・#27滋賀編・#33鳥取編・#35福井編・#37石川編（2015年7月12日初回放送、釣りビジョン） - ナレーター
- ワイワイ釣り三昧 宮崎県北部（2015年8月10日初回放送、釣りビジョン） - 訪問ナビゲーター
- 体験!ワールドフィシングガイドサービス　#4兵庫県東条湖（2015年8月11日初回放送、釣りビジョン）
- 釣り情報を訪問 島根県松江市周辺（2015年10月26日初回放送、釣りビジョン） - ナビゲーター
- 漁港DEブラブラ 兵庫県淡路島を電気自動車でブラブラ（2015年11月1日初回放送、釣りビジョン） - ナビゲーター
- 釣りガール養成講座を訪問（2015年12月28日初回放送、釣りビジョン） - ナビゲーター / 大分県佐伯市のケーブルテレビ佐伯を取材
- THE検証（2015年12月28日初回放送、釣りビジョン） - ナビゲーター / 冬の釣りを快適に楽しむアンダーウェアーを検証
- しろ～とオススメ（2015年12月29日初回放送、釣りビジョン） - 「しろ～と5 2015」出演の5人娘が2016年にオススメする初釣りを紹介
- Rock Fishing～トクシマフカセロード～を訪問（2016年2月29日初回放送、釣りビジョン） - 徳島県南てれびケーブルテレビ局の独自制作の釣り番組を紹介する番組シリーズのナビゲーターで、磯釣りに挑戦
- 戦慄!釣り場の心霊スポット巡り2016（2016年8月8日初回放送、釣りビジョン）
- 家族でGO!（2016年11月1日初回放送、釣りビジョン） - ナビゲーター / 彼方茜香と共に和歌山県串本を紹介

### 映画
- うたかた 〜翳る陽の少女〜（監督：神宮司聖、2008年12月13日、フニュウ株式会社） - 由浜真琴 役

### DVD
- うたかた（2009年6月1日、ビーエムドットスリー）
- Campus Girls Collection神戸まりな&美月瑠菜（ブロッサムレポート）

### CM
- セガトイズ くるりんアイスクリン「お友だち篇」（2008年7月）

### 書籍
- pure2 ピュアピュア vol.46（2008年1月11日、辰巳出版）ISBN 978-4777804900